# Bruyère de falaise (Mucha)
 (septembre 2024).
La mise en forme du texte ne suit pas les recommandations de Wikipédia : il faut le « wikifier ».
Les points d'amélioration suivants sont les cas les plus fréquents :
- Les titres sont pré-formatés par le logiciel. Ils ne sont ni en capitales, ni en gras.
- Le texte ne doit pas être écrit en capitales (les noms de famille non plus), ni en gras, ni en italique, ni en « petit »…
- Le gras n'est utilisé que pour surligner le titre de l'article dans l'introduction, une seule fois.
- L'italique est rarement utilisé : mots en langue étrangère, titres d'œuvres, noms de bateaux, etc.
- Les citations ne sont pas en italique mais en corps de texte normal. Elles sont entourées par des guillemets français : « et ».
- Les listes à puces sont à éviter, des paragraphes rédigés étant largement préférés. Les tableaux sont à réserver à la présentation de données structurées (résultats, etc.).
- Les appels de note de bas de page (petits chiffres en exposant, introduits par l'outil «  Source ») sont à placer entre la fin de phrase et le point final[comme ça].
- Les liens internes (vers d'autres articles de Wikipédia) sont à choisir avec parcimonie. Créez des liens vers des articles approfondissant le sujet. Les termes génériques sans rapport avec le sujet sont à éviter, ainsi que les répétitions de liens vers un même terme.
- Les liens externes sont à placer uniquement dans une section « Liens externes », à la fin de l'article. Ces liens sont à choisir avec parcimonie suivant les règles définies. Si un lien sert de source à l'article, son insertion dans le texte est à faire par les notes de bas de page.
- La présentation des références doit suivre les conventions bibliographiques. Il est recommandé d'utiliser les modèles {{Ouvrage}}, {{Chapitre}}, {{Article}}, {{Lien web}} et/ou {{Bibliographie}}. Le mode d'édition visuel peut mettre en forme automatiquement les références.
- Insérer une infobox (cadre d'informations à droite) n'est pas obligatoire pour parachever la mise en page.

Pour une aide détaillée, merci de consulter Aide:Wikification.
Si vous pensez que ces points ont été résolus, vous pouvez retirer ce bandeau et améliorer la mise en forme d'un autre article.
Pour les articles homonymes, voir Bruyère (homonymie).
Bruyère de falaise est une lithographie en couleurs réalisée en 1902 par l'artiste Alfons Mucha.

## Influence de la culture bretonne
L'artiste se rendait régulièrement en Bretagne, où il a fait de nombreux séjours. Le séjour effectué entre 1902 et 1903 semble être celui l'ayant le plus inspiré dans sa production artistique, et l'on retrouve des études de paysages et de costumes associés à la Bretagne. Bruyère de falaise illustre l'attirance de Mucha pour les motifs décoratifs et les costumes populaires, avec la représentation d'un costume du Finistère et la reprise de motifs associés à la broderie bretonne.

## Description de l'œuvre
L'œuvre représente une femme dans une pose gracieuse, portant une robe traditionnelle en velours noir où se détache une large collerette blanche plissée. Elle porte une coiffe de coton aux boucles en dentelle, d'où un ruban tombe de manière rectiligne dans son dos. La localisation du modèle est aisée à identifier, l'artiste ayant été assez fidèle dans sa représentation d'une mode locale spécifique et bien connue : celle du giz fouen, soit la mode de Fouesnant, que l'on retrouve avec différentes variantes dans de nombreuses communes de Cornouaille.
La femme prend place dans un cadre ornementé. Les motifs témoignent de l'inspiration bretonne de Mucha, notamment la reprise de formes issues de la broderie traditionnelle de Cornouaille. Ainsi, le registre supérieur prend la forme de cercles concentriques autour du visage de la femme. Ces cercles comprennent entre autres le motif des plumes de paon, dit pleon pavenn. Les angles supérieurs reprennent également ces mêmes motifs. Le registre inférieur reprend la superposition de bandeaux figurés caractéristiques des broderies bigoudènes. Les premières lignes, représentant une suite de petits cercles, illustrent le motif de la « chaîne de vie ». Sur la ligne du dessus, l'on reconnaît le motif de la fougère, ou boud-radenn. Enfin, le registre supérieur du bandeau représente une plume de paon encadrée par deux cercles concentriques, équivalent de « soleil breton ».

## Œuvres en rapport
- La composition de l'œuvre Chardon de grève reprend fortement celle de Bruyère de falaise[1].
- Sur le programme d'une répétition générale de la pièce Werther, le portrait fait de Sarah Bernhardt la représente en costume des environs de Fouesnant[1].
- Le modèle féminin de l'aquarelle Jeune Bretonne ramassant des coquillages porte également un costume breton difficilement identifiable[1].

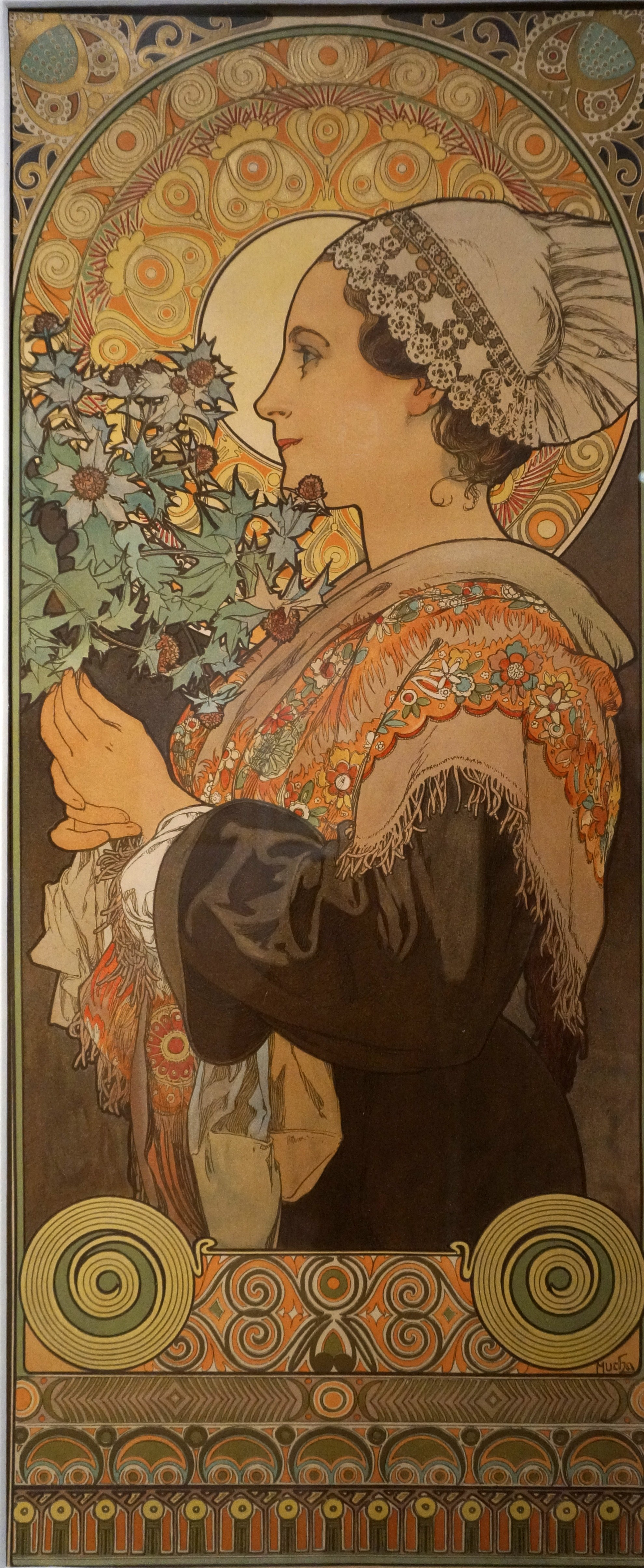
Chardon de grève (1902).
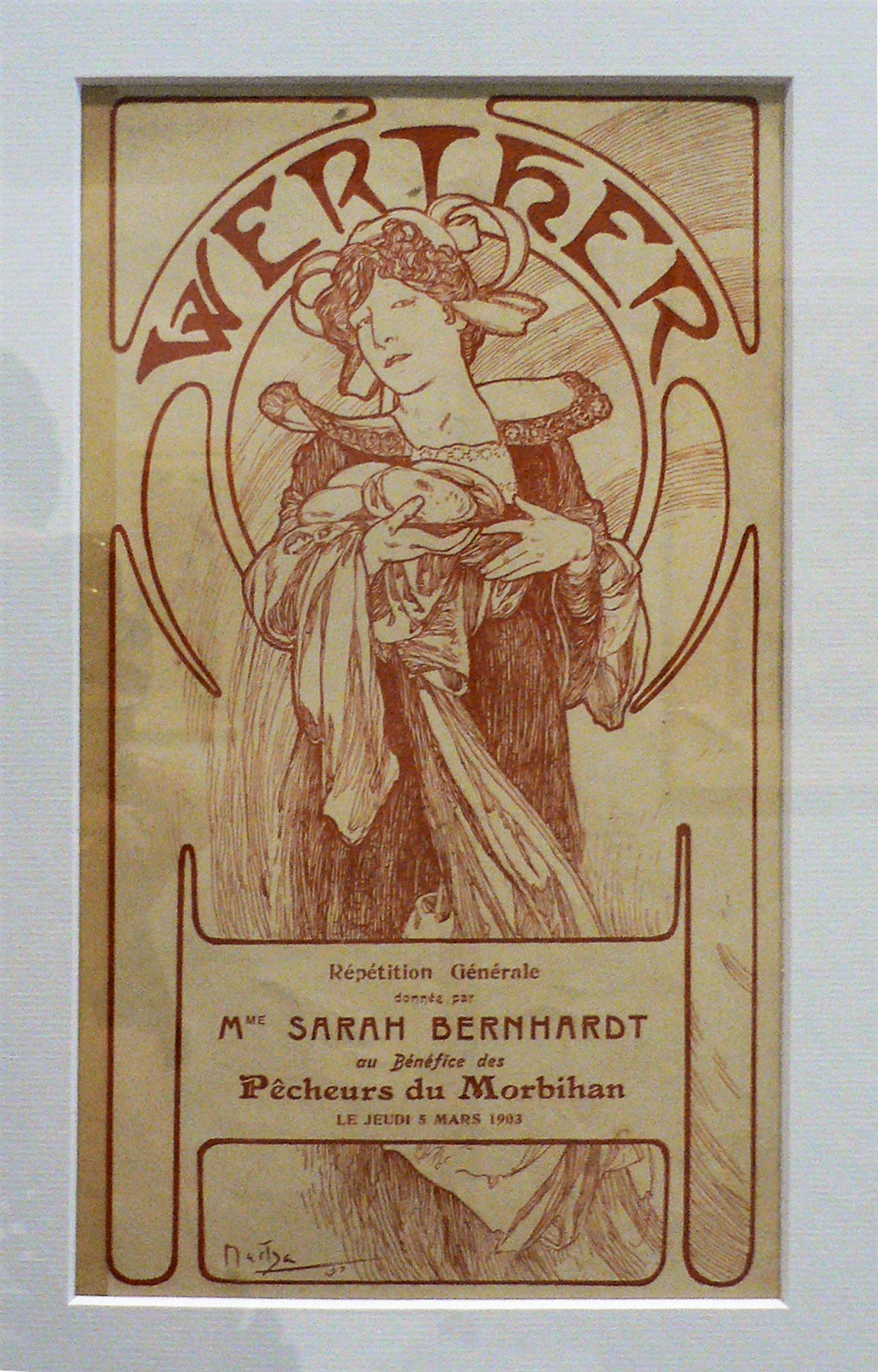
Répétition générale donnée par Mme Sarah Bernhardt au bénéfice des pêcheurs du Morbihan, le jeudi 5 mars 1903 (1903).